# Schlacht bei Mohrungen
Schleiz – Saalfeld – Jena und Auerstedt – Lübeck – Großpolen – Czarnowo – Golymin – Pułtusk – Dirschau –  Allenstein – Preußisch Eylau – Ostrolenka – Stolp – Danzig – Kolberg – Guttstadt – Heilsberg – Friedland

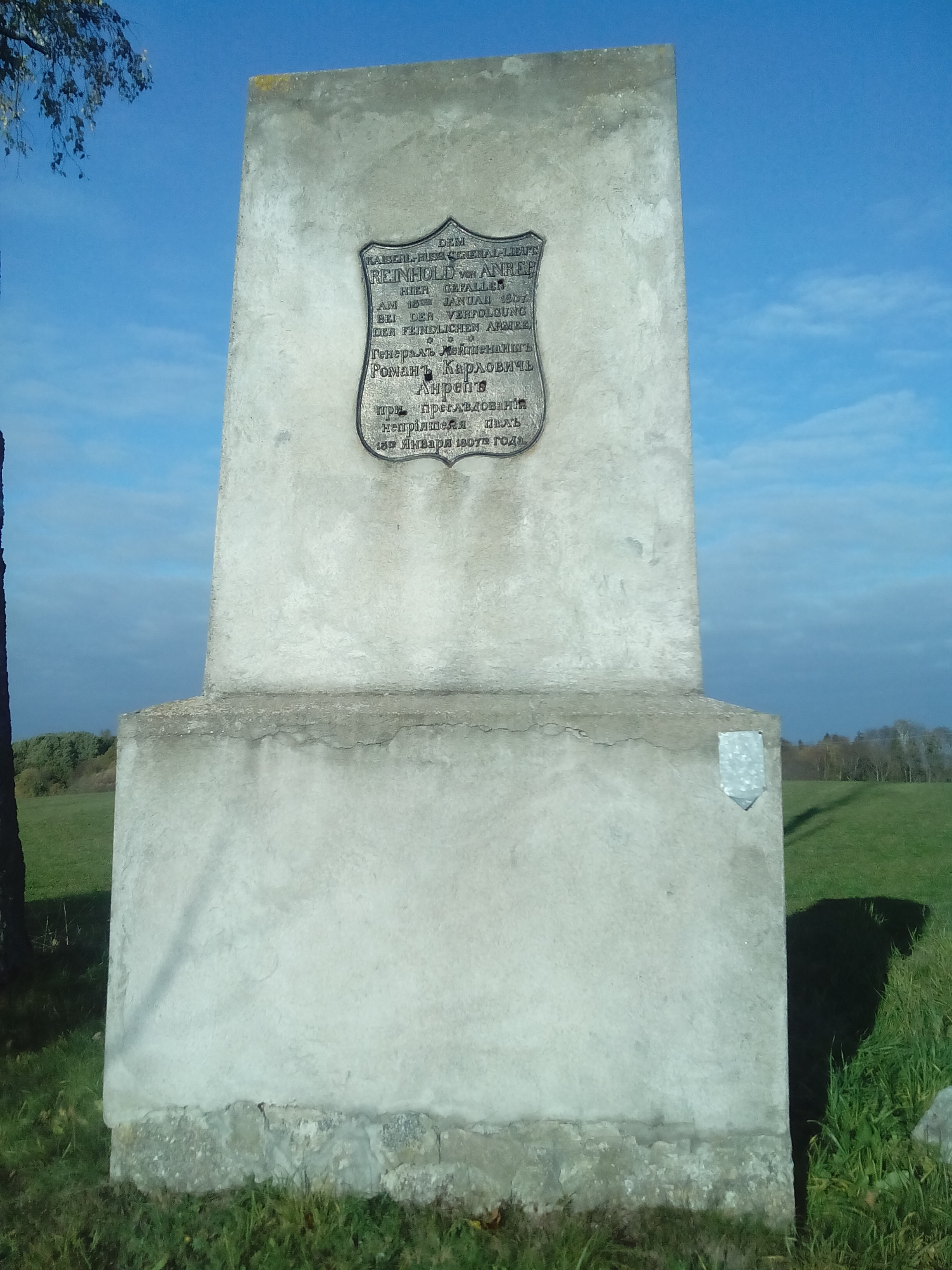
Denkmal des gefallenen Generals Reinhold von Anrep

Die Schlacht bei Mohrungen fand am 25. Januar 1807 während des Vierten Koalitionskrieges zwischen französischen, und auf der anderen Seite, russischen und preußischen Streitkräften statt. Die Kämpfe wurden in der Umgebung von Mohrungen, im Südwesten Ostpreußens, geführt. Die Schlacht endete mit dem Sieg der Franzosen unter der Führung von Marschall Jean-Baptiste Bernadotte (dem späteren König Karl XIV. von Schweden) und markiert den Beginn des napoleonischen Russlandfeldzuges.

## Hintergrund der Schlacht
Preußen trat 1806 der Vierten Koalition gegen Napoleon bei. Am 14. Oktober desselben Jahres brach Preußen in der Schlacht bei Jena und Auerstedt militärisch und moralisch zusammen. Napoleon rückte nach Osten vor und eroberte große Teile Preußens. Russland zog in den Kampf gegen Napoleon um die verbliebene preußische Armee zu unterstützten.
Nach den Schlachten von Pułtusk und Golymin stoppte Napoleon seinen Vormarsch am 28. Dezember und stationierte seinen Korps hauptsächlich in einem Winterlager im Gebiet zwischen den Flüssen Wkra, Weichsel, Bug und Narew. Das I. Korps des französischen Marschalls Bernadotte war über ein großes Gebiet an Napoleons linker Flanke stationiert. Der Hauptsitz befand sich in Osterode und erstreckte sich über Elbling und Marienwerder.
Am 8. Januar 1807 wurde Kavalleriegeneral Levin August von Bennigsen zum Befehlshaber der russischen Armee ernannt und unternahm eine überraschende Winteroperation, indem er einen Angriff auf die linke französische Flanke plante. Die Schlacht bei Mohrungen fand am 25. Januar statt.

## Schlachtverlauf
Am 25. Januar 1807 gegen 11 Uhr griffen russische Truppen unter dem Kommando von General Markow die Division von Brigadegeneral Patchord an. Markow stellte seine Hauptlinie auf einem Hochland südlich von Georgenthal auf, mit zwei Infanterieregimentern in der ersten und einem Regiment in der zweiten Linie.
Zu dieser Zeit traf Marschall Bernadotte mit der Division des Generals Druett in der Nähe des Pfarrhauses von Pfarrsfeldchen ein. Der Marschall befahl sofort einem Bataillon des 9. Leichten Infanterieregiments, das Dorf anzugreifen, in dem sich 3 Bataillone russischer Truppen aufhielten, die Mannstärke der Russen wird auf 9.000 bis 16.000 geschätzt. Der Herzog von Ponte-Corvo entsandte 2 weitere Bataillone, um die Soldaten des 9. Regiments zu unterstützen. Der Kampf war sehr erbittert. Der Adler des 9. Leichten Infanterieregiments wurde von den Russen erbeutet. Bei dieser Nachricht stürzten die französischen Soldaten, um die Schande loszuwerden, sich auf den Feind und eroberten den Regimentsadler zurück und nahmen dabei Pfarrsfeldchen ein. Zur gleichen Zeit kam General Dupont mit dem 32. und 96. Infanterieregiment auf der Straße von Preußisch Holland. Nachdem es die rechte Flanke der Russen umgangen hatte, stürzte sich das Bataillon des 32. Regiments auf den Feind. Der Angriff erwies sich als sehr erfolgreich und zerstreute die russische Streitkraft. Die Franzosen verfolgten den Feind 2 Meilen weit – erst die Nacht unterbrach die Verfolgung.
Die Franzosen machten selbst 300 Gefangene, verloren 100 und etwa 400 Verwundete. Die Russen ließen 1200 Soldaten und mehrere Granatwerfer auf dem Schlachtfeld zurück.
Der russische General Reinhold von Anrep wurde in der Schlacht getötet. An seinem Todesort, in der Nähe des Pfarrhauses Pfarrsfeldchen (heute Wólka) in der Nähe von Mohrungen (heute Morąg), wurde ein Denkmal errichtet, das bis heute erhalten geblieben ist.